# Maskínan
Maskínan fue un álbum lanzado en septiembre de 1982 por el grupo de punk islandés Purrkur Pillnikk liderado por el cantante y trompetista Einar Örn Benediktsson. Como en los lanzamientos anteriores de la banda, este álbum, en formato LP salió al mercado a través de la discográfica Gramm.
Maskínan se trata de grabaciones surgidas de diferentes presentaciones desde el 8 de marzo de 1981 y el 28 de agosto de 1982. El título Maskínan en islandés significa “La Máquina”.

## Lista de canciones
1. Tilfinning (0:52)
2. Lestin (1:55)
3. I Saw Her (1:33)
4. Freyimdargretszchybusch (0:46)
5. Dr. Livingstone (2:22)
6. Við Sem Heima Situm #45 (2:26)
7. Kassinn (3:24)
8. Kassinn Minn (1:16)
9. John Merrick (3:32)
10. Timinn (1:26)
11. Augun Utí (2:43)
12. Googooplex (1:56)
13. Orð Fyrir Dauða (2:00)
14. A (3:56)
15. B (2:12)
16. C (2:26)
17. D (2:00)

Traducción de las canciones en islandés:

1: Sentimiento. 2: Herida. 4: Intraducible. 6: Nosotros que nos sentamos en casa #45. 7: Ataúd. 8: Mi ataúd. 10: Tiempo. 11: Ojos salidos. 13: Palabra para muerte.

## Músicos
- Vocalista y trompeta: Einar Örn Benediktsson.
- Bajo: Bragi Ólafsson.
- Guitarra: Friðrk Erlingsson.
- Batería: Ásgeir Ragnar Bragason.